# Fontaine de Bodéno
La fontaine de Bodéno, également appelé fontaine Notre-Dame-des-Sept-Douleurs (Intron Vari er Seih Glahar en breton) est une fontaine de la commune de Moustoir-Ac, dans le Morbihan.

## Localisation
Elle est située en milieu rural au lieu-dit de Bodéno à Moustoir-Ac, dans le Morbihan.

## Historique
La fontaine est construite en 1720. Les ruraux, pour espérer un bonheur futur, ajoutaient à l'eau de cuisson des pommes de terre destinées à la nourriture des animaux une mesure d'eau prélevée à la fontaine.

## Architecture
Elle est semblable à la fontaine Sainte-Barbe, située également à Moustoir-Ac, avec son arcade cintrée et ses niches jumelles. Elle est en granite. Elle est construite au bord d'un petit bassin qui est une source d'où part un petit ruisseau.

## Pardon
Tous les troisièmes dimanches de septembre, un pardon est célébré à la chapelle Notre-Dame-des-Sept-Douleurs voisine, c'est le pardon de Kerhéro ou pardon des chevaux. La cérémonie doit placer les participants sous la protection de saint Georges. Après une messe solennelle chantée en breton à la chapelle, une procession composée de dizaines de cavaliers portant des bannières et de fidèles, descendent de la chapelle jusqu'à la fontaine. Les cavaliers font descendre leurs chevaux enrubannés dans le bassin de celle-ci.
En 2013, Raymond Centène, évêque du diocèse de Vannes, a participé au pardon, attirant une foule plus nombreuse que d'habitude. Puis, il a béni les cavaliers et leurs montures, les fidèles, l'eau de la fontaine, le feu de joie et les bannières.

## Galerie

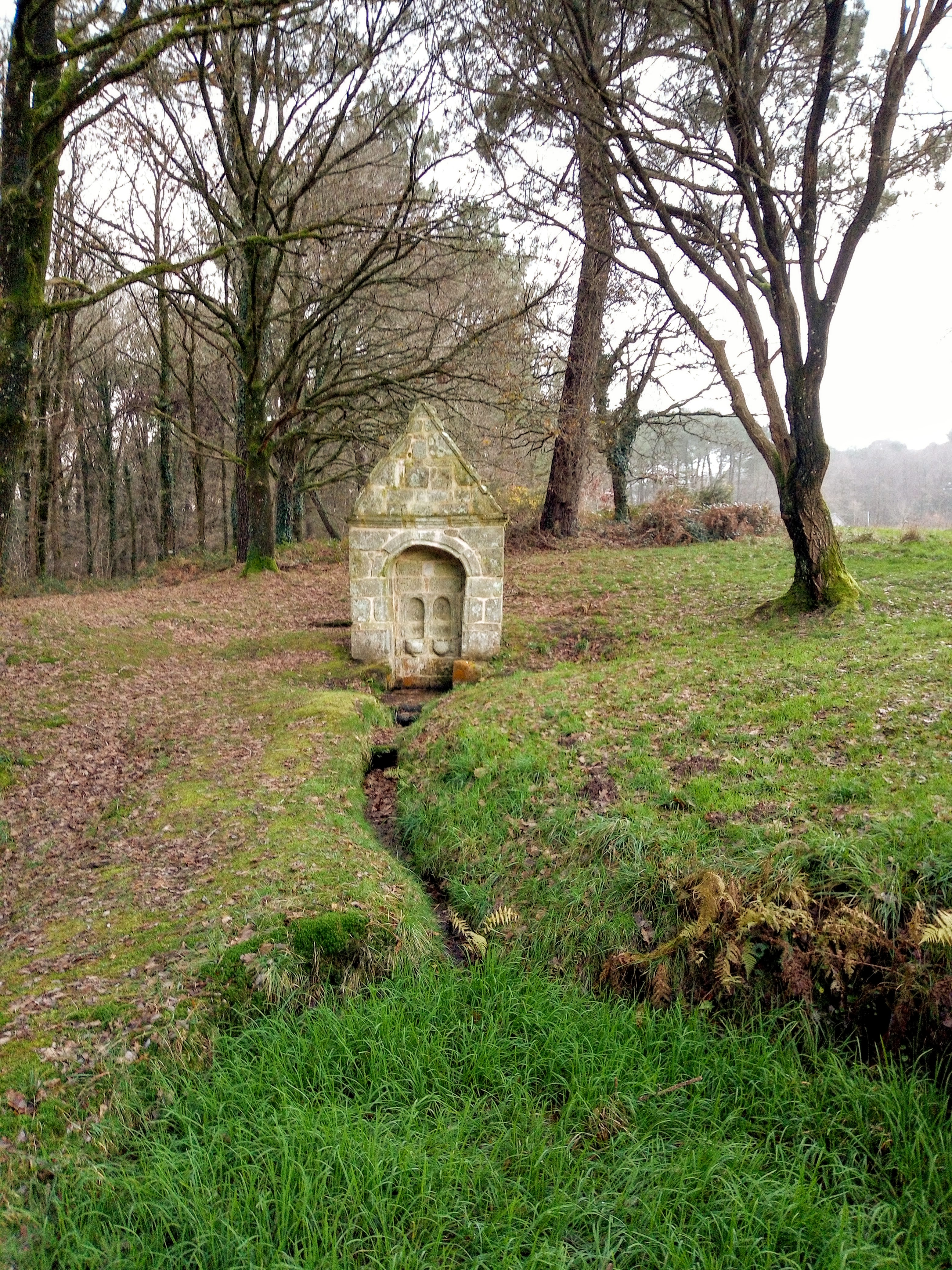
La fontaine de Bodéno.
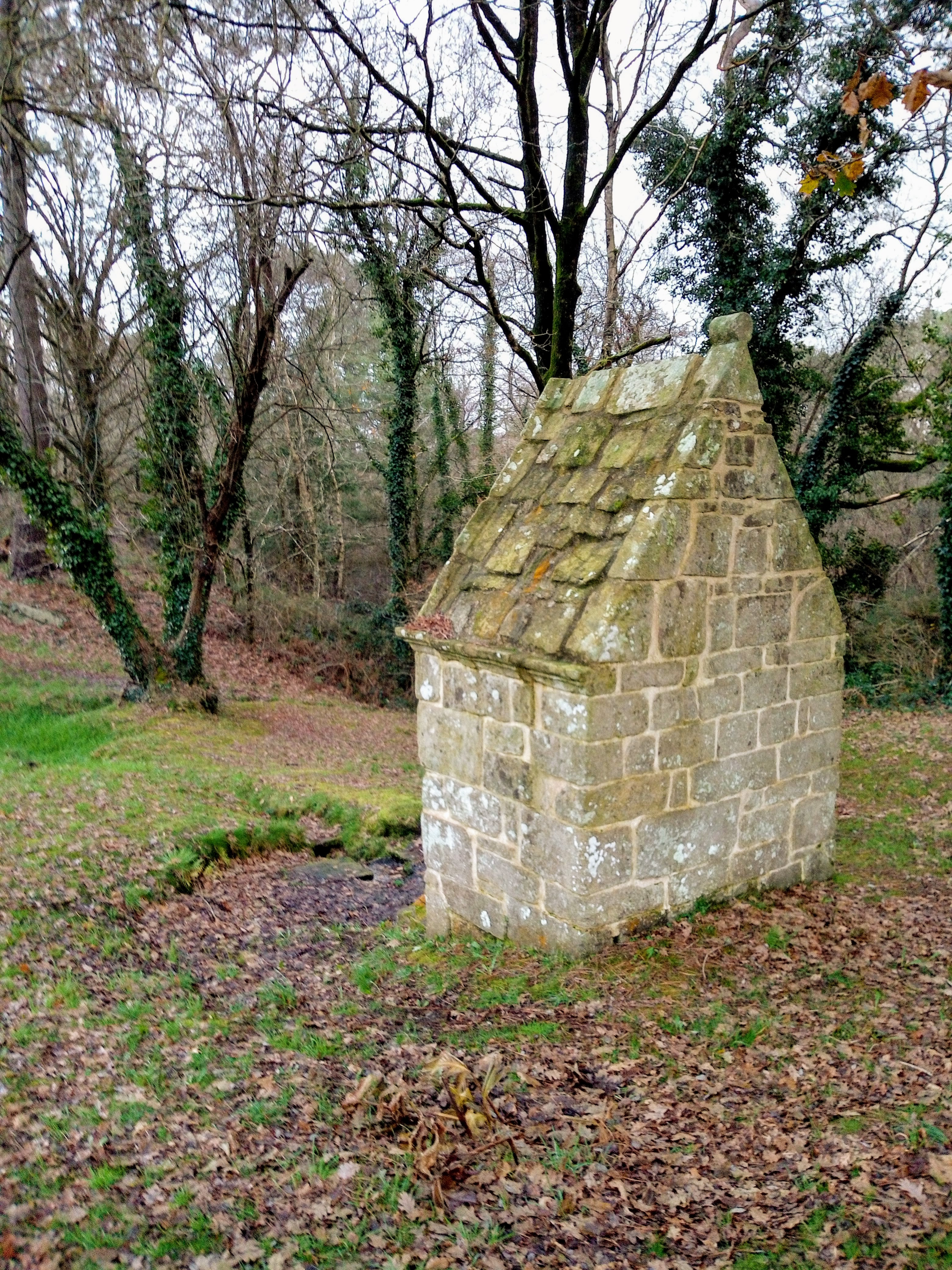
La fontaine vue de derrière
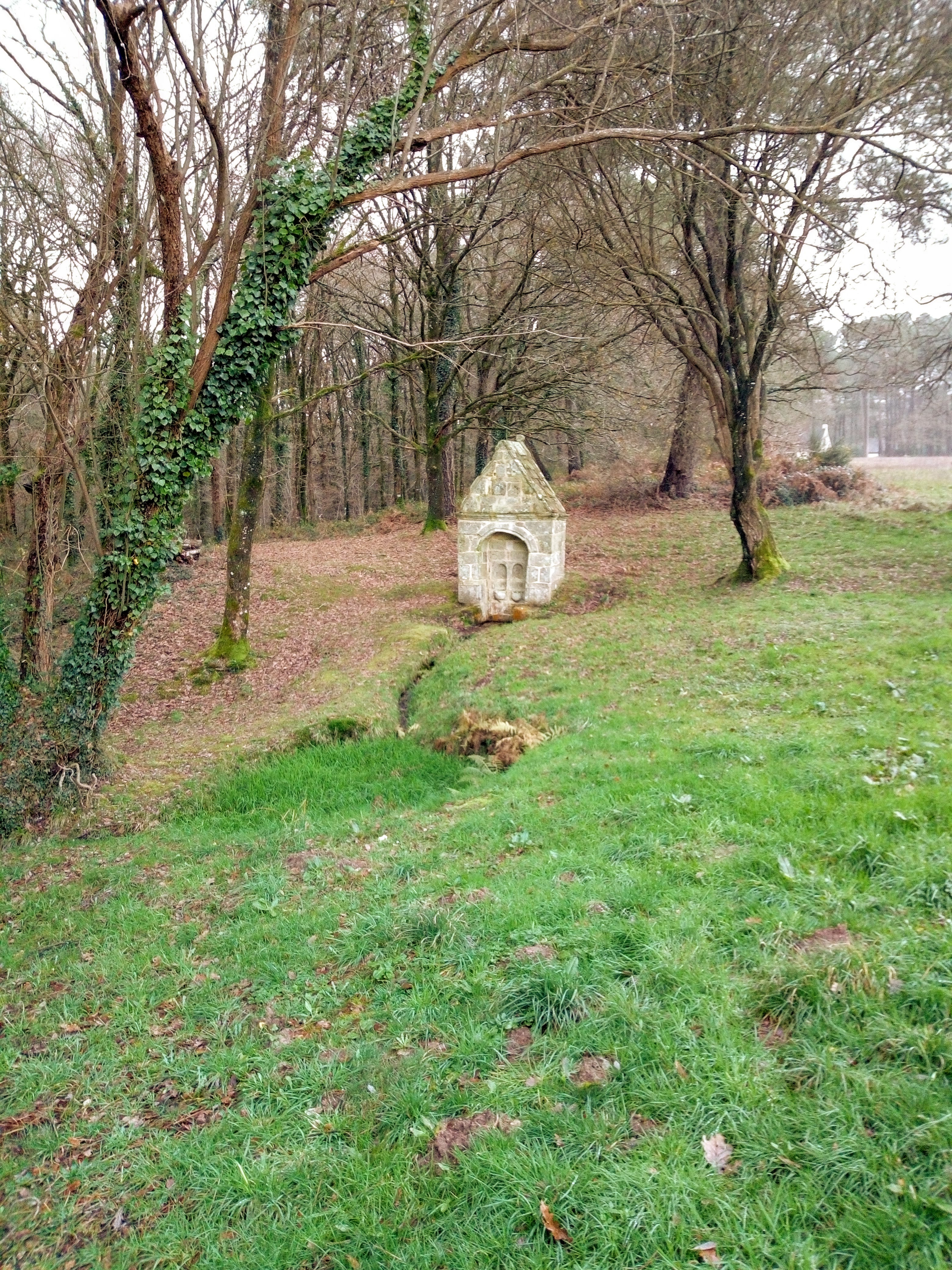
La fontaine vue éloignée.
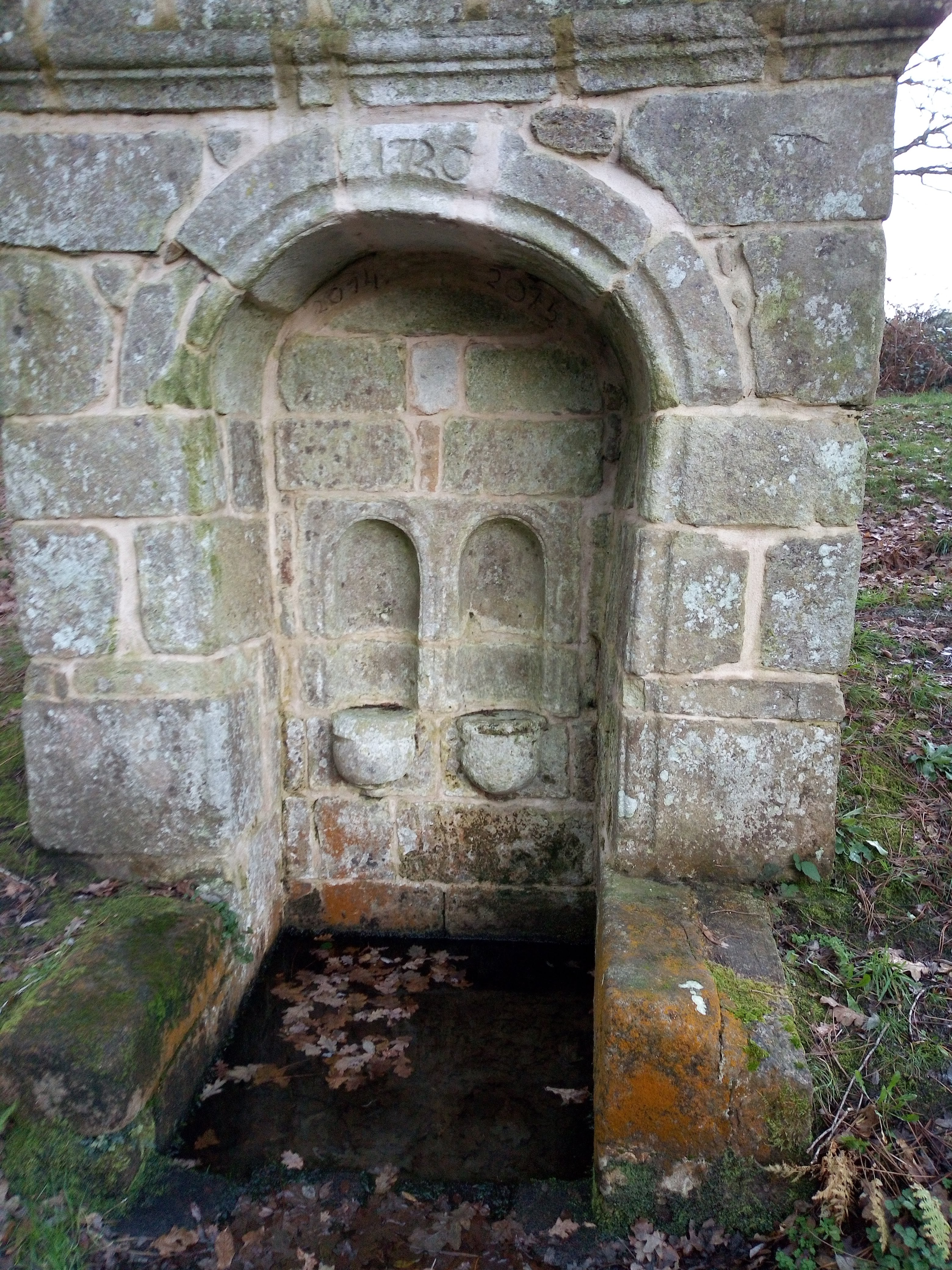
Vue sur son arcade cintrée et ses niches jumelles.